# Une idylle dans la tourmente
Pour plus de détails, voir Fiche technique et Distribution.
Une idylle dans la tourmente (The World and its Woman) est un film muet américain réalisé par Frank Lloyd et sorti en 1919.

## Synopsis
Marcia Warren, jeune paysanne russe, devient une grande chanteuse d'opéra. Elle tombe amoureuse du prince Michael Orbeliana. En 1917, lorsqu'éclate la révolution, les deux amants tentent de fuir pour gagner l'Amérique…

## Fiche technique
- Titre : Une idylle dans la tourmente
- Titre original : The World and its Woman
- Réalisation : Frank Lloyd
- Scénario : Edward T. Lowe Jr., d'après une nouvelle de Thompson Buchanan
- Chef opérateur : Percy Hilburn
- Décors : Hugo Ballin
- Production : Goldwyn Pictures Corporation, Diva Pictures
- Genre :  Film dramatique
- Durée : 70 minutes
- Dates de sortie :
  - États-Unis : 7 septembre 1919
  - France : 2 juin 1922

## Distribution
- Geraldine Farrar : Marcia Warren
- Lou Tellegen : Prince Michael Orbeliana
- Mae Giraci : Marcia Warren, enfant
- Francis Marion : Michael Orbeliana, enfant
- Alec B. Francis : le père du prince Orbeliana
- Edward Connelly : Robert Warren
- Naomi Childers : Baronne Olga Amilahvari
- Lawson Butt : Peter Poroshine
- Arthur Edmund Carewe : Comte Alix Voronassof
- Rose Dione : Erina Rodina
- Lydia Yeamans Titus : Mamie Connors